# Emily in Paris
Emily in Paris è una serie televisiva statunitense ideata da Darren Star e distribuita sulla piattaforma Netflix dal 2 ottobre 2020.

## Trama
Emily Cooper, una ragazza statunitense di 28 anni, proveniente da Chicago, si trasferisce a Parigi per un'opportunità di lavoro inaspettata, giacché il suo capo Madeline rimane incinta e le affida un compito importantissimo: esportare il punto di vista americano alla società di marketing francese Savoir, che la sua azienda ha appena acquisito.
Mentre si manifesta inevitabilmente lo scontro tra le due culture, la giovane si adatta alla vita di Parigi e si destreggia tra la sua carriera, le nuove amicizie e la vita amorosa. Per sopravvivere a Parigi saranno di grande aiuto le sue nuove amicizie: Gabriel, Mindy e Camille.

## Episodi
| Stagione         | Episodi | Pubblicazione |
| ---------------- | ------- | ------------- |
| Prima stagione   | 10      | 2020          |
| Seconda stagione | 10      | 2021          |
| Terza stagione   | 10      | 2022          |
| Quarta stagione  | 10      | 2024          |

## Personaggi

### Personaggi principali
- Emily Cooper (stagioni 1-in corso), interpretata da Lily Collins, doppiata da Federica Simonelli: una ragazza americana che da Chicago si trasferisce a Parigi per lavorare nella società di marketing francese Savoir, acquistata dall'azienda per la quale lavora, il Gilbert Group. Emily è cresciuta in una piccola città di periferia dove sua madre è un'insegnante di matematica e suo padre è un allevatore di cani. Si è laureata al college con un doppio master in comunicazione e marketing. Dopo la laurea, è stata prontamente assunta presso il Gilbert Group, dove lavora sotto Madeline Wheeler come marketing executive. I suoi casi erano principalmente strutture di assistenza farmaceutica e geriatrica, sebbene superasse meravigliosamente ciascuno dei suoi sforzi professionali.   Nella sua vita personale, Emily aveva iniziato una relazione seria con Doug, originario di Chicago. Madeline doveva trascorrere un anno nella sede parigina di Savoir per facilitare la fusione delle società; tuttavia, quando Madeline rimane incinta inaspettatamente, manda Emily a Parigi al suo posto. Si presenta all'azienda senza saper parlare francese. La ragazza ha un forte carisma e cercherà fin da subito di entrare a far parte dell'equipe. Al suo rientro a Chicago la aspetterà una promozione da Senior a Brand Manager. Attraverso il suo account Instagram "Emily in Paris" si farà conoscere e ciò le permetterà di farsi strada nel mondo dei marchi lussuosi.
- Sylvie Grateau (stagioni 1-in corso), interpretata da Philippine Leroy-Beaulieu, doppiata da Stefania Patruno: il capo della sede francese di Savoir. È una donna elegante e spregiudicata, sia in campo lavorativo che affettivo. Inizialmente Sylvie tratta Emily in modo scostante e molto duro, ironizzando su di lei, ma pian piano inizierà a provare simpatia per la ragazza americana.
- Mindy Chen (stagioni 1-in corso), interpretata da Ashley Park, doppiata da Valentina Framarin: grande amica di Emily,  appartiene a una ricca famiglia di industriali cinesi che ha rotto i rapporti con lei perché la ragazza, trasferitasi a Parigi per studiare economia, ha poi abbandonato gli studi. È una delle prime persone con cui Emily farà amicizia dopo il trasferimento, tant'è che le due diventeranno coinquiline. La grande passione di Mindy è la musica, infatti è una bravissima cantante.
- Gabriel (stagioni 1-in corso), interpretato da Lucas Bravo, doppiato da Mattia Bressan: è l'attraente vicino di casa di Emily. Abita al quarto piano del palazzo e i due si incontrano per la prima volta dopo che Emily tenta per sbaglio di aprire il suo appartamento, convinta di essere al quinto piano. Originario della Normandia, si è trasferito per inseguire il suo sogno di diventare uno chef.
- Camille (stagioni 1-in corso), interpretata da Camille Razat, doppiata da Elena Mancuso:  bella, elegante e molto simpatica, è il perfetto esempio di ragazza parigina. È figlia di produttori di Champagne ed è cresciuta ad Épernay, dove ha vissuto con la propria famiglia in un castello, chiamato "Le demaine de Lalisse". Ha due fratelli minori: Timothée e Theo. La madre Louise ha ereditato una compagnia di Champagne di successo. Camille si dimostra subito cordiale e gentile con Emily, diventanone amica. Perfetta sotto tutti i punti di vista, è innamorata di Gabriel.
- Julien (stagioni 1-in corso), interpretato da Samuel Arnold, doppiato da Roberto Palermo: è il primo collega di Savoir ad incontrare Emily. È un personaggio molto particolare, inizialmente risultando antipatico e altezzoso, ma poi si rivelerà un grande amico.
- Luc (stagioni 1-in corso), interpretato da Bruno Gouery, doppiato da Mario Cei: è un collega di lavoro di Emily a Savoir. È un uomo simpaticissimo e amante delle donne. Sarà il primo ad avvicinarsi a Emily e spiegarle il punto di vista francese nei confronti del lavoro e della vita sentimentale, due cose che la ragazza fatica a comprendere.
- Antoine Lambert (stagioni 1-in corso), interpretato da William Abadie, doppiato da Massimiliano Lotti: è un cliente importantissimo della compagnia per cui lavora Emily. È un uomo molto elegante e raffinato, produce il marchio di profumi "De l'Heure".

### Personaggi secondari
- Madeline Wheeler (stagioni 1-3), interpretata da Kate Walsh, doppiata da Giuliana Atepi: la dirigente a capo di Emily a Chicago.
- Catherine Lambert (stagioni 1-in corso), interpretata da Charley Fouquet, doppiata da Virginia Astarita: la moglie di Antoine.
- Pierre Cadault (stagioni 1-in corso), interpretato da Jean-Christophe Bouvet, doppiato da Marco Balbi: un famoso ed eccentrico designer francese e zio di Mathieu.
- Mathieu Cadault (stagioni 1-in corso), interpretato da Charles Martins, doppiato da Giuseppe Russo: uomo d'affari e uno degli interessi amorosi di Emily.
- Timothée (stagioni 1-in corso), interpretato da Victor Meutelet, doppiato da Richard Benitez: il fratello minore di Camille.
- Louise (stagioni 1-in corso), interpretata da Camille Japy, doppiata da Daniela Trapelli: la madre di Camille.
- Gerard (stagioni 1-in corso), interpretato da Christophe Guybet, doppiato da Marco Balbi: il padre di Camille.
- Alfie (stagioni 2-in corso), interpretato da Lucien Laviscount, doppiato da Andrea Colombo Giardinelli: nuovo interesse amoroso di Emily.
- Erik DeGroot (stagioni 2-in corso), interpretato da Søren Bregendal, doppiato da Manfredi Mo: giovane fotografo e interesse amoroso di Sylvie.
- Benoît (stagioni 2-in corso), interpretato da Kevin Dias, doppiato da Riccardo Zelaschi: membro della band di cui fa parte Mindy e suo interesse amoroso.
- Étienne (stagioni 2-in corso), interpretato da Jin Xuan Mao, doppiato da Sebastiano Tamburrini: terzo membro della band di cui fa parte Mindy.
- Nicholas (stagioni 3-in corso), interpretato da Paul Forman, doppiato da Ivan Spada : un uomo d'affari e il nuovo interesse amoroso di Mindy, con il quale ha frequentato un collegio in Svizzera.
- Marcello Muratori (stagioni 4-in corso), interpretato da Eugenio Franceschini: è il figlio della proprietaria di un'azienda produttrice di capi esclusivi in cachemere con sede in Italia.
- Antonia (stagioni 4-in corso), interpretata da Anna Galiena: madre di Marcello, guida l’azienda di famiglia.
- Giancarlo (stagioni 4-in corso), interpretato da Raoul Bova: è un regista pubblicitario romano, ex professore di cinema di Sylvie.
- Giorgio Barbieri (stagioni 4-in corso), interpretato da Rupert Everett: è il proprietario di uno studio di interior design.

## Colonna sonora
Questa serie TV non ha una sigla come colonna sonora che accompagni l'inizio o la fine di tutte le avventure di Emily, bensì per ogni episodio è prevista una canzone francese, sempre diversa, associata alla comparsa del logo della serie. 

## Critica
In un articolo del New Yorker viene fatta una severa critica a Emily in Paris: «È nato un nuovo tipo di fruizione. La serie è così povera di trama e di cose che succedono che si può direttamente tenere in sottofondo mentre facciamo altro. Possiamo risolvere un puzzle, scrollare Instagram, assentarci con la mente per 10 minuti, e poi tornare alla puntata senza che sia effettivamente successo nulla».

## Riconoscimenti
- 2021 – Golden Globe[3]
  - Candidatura per la miglior serie commedia o musicale
  - Candidatura per la miglior attrice in una serie commedia o musicale a Lily Collins